# Giorgio de Chirico
Giorgio De Chirico (n. 10 iulie 1888, Vόlos, Tesalia⁠(d), Grecia – d. 20 noiembrie 1978, Roma, Italia), cunoscut și ca Népo, a fost un pictor suprarealist italian, poate cel mai enigmatic exponent al artei figurative din secolul al XX-lea.
Născut în Volos, Grecia dintr-o mamă grecoaică și un tată sicilian, de Chirico este fondatorul La scuola metafisica în arte.

## Biografie
Giorgio de Chirico s-a născut la 10 iulie 1888 în orașul portuar Volos din Tessalia (Grecia), localitate de unde - potrivit legendei - argonauții au pornit în căutarea lânii de aur. Tatăl lui era sicilian iar mama lui era greacă. Tatăl lui lucra ca inginer. În 1903 se înscrie la Politehnica din Atena, secția de Belle-Arte, participând la început la cursurile de desen, apoi lucrează și pictură în ulei. Se duce adesea să picteze pe câmp în împrejurimile Atenei, sau pe dealurile golfului Falero. În urma morții tatălui său (1906), părăsește Grecia împreună cu mama și fratele mai mic, Andrea, stabilindu-se pentru un timp la München (Germania). Amândoi sunt excepțional de talentați; Andrea studiază muzica (va deveni mai târziu celebru sub numele de Alberto Savinio), în timp ce Giorgio își începe studiile la Academia de Arte Frumoase. În München admiră operele simboliste ale lui Arnold Böcklin și gravurile lui Max Klinger. Din Germania familia se mută în Italia (1908), mai întâi la Milano, de unde Giorgio pleacă la Florența, unde vizitează galeriile "Degli Uffizi" și sălile de pictură din "Palazzo Pitti". În acest timp, De Chirico pictează o serie de tablouri de inspirație böckliniană, dar - influențat de operele lui Friedrich Nietzsche - începe seria tablourilor care vor constitui preludiul picturii sale zise "metafizice".
Între 1911 și 1915, Giorgio De Chirico lucrează la Paris și, în anul 1912 expune trei pânze în cadrul "Salonului de Toamnă", apoi la "Salonul Artiștilor Independenți". Îl cunoaște pe poetul Guillaume Apollinaire, primul care va denumi tablourile lui "pictură metafizică", și frecventează cercul artiștilor Pablo Picasso, André Derain și Constantin Brâncuși. Când Italia intră în război, De Chirico este repartizat la un detașament din Ferrara. În acest timp va coresponda cu Tristan Tzara, "părintele" dadaismului, care se găsea la Zürich în Elveția.
După război, în 1918, De Chirico va locui la Florența și Roma. Pictează portrete și autoportrete, compoziții cu fructe, pești și diferite obiecte, tablouri de pură invenție, execută decoruri și costume pentru spectacole de balet. În anul 1919, are loc prima sa expoziție personală. În 1925 se întoarce la Paris și continuă seria tablourilor de fantezie și imaginație gen "Manechine stând jos", "Gladiatori", "Cai antici". Renunță treptat la pictura metafizică, îi copiază pe marii maeștri și începe să creeze într-un stil apropiat de academism.
În 1935 pleacă la New York, unde lucrează timp de optsprezece luni la tablouri cu diferite subiecte. După ce în 1939 execută schițe de decor pentru Teatrul de Operă "Covent Garden" din Londra, se stabilește pentru un timp la Milano. În 1942 se află la Florența, producția sa oscilează între tablouri în stil realist și altele de imaginație, revenind la pictura metafizică. La sfârșitul anului 1943 se mută la Roma, unde se remarcă aceleași preocupări. Execută numeroase decoruri și schițe de costume pentru Opera din Roma, Teatrul Comunal din Florența și Teatrul de Operă Scala din Milano. Este autorul unui mare număr de litografii și ilustrații pentru cărți. Giorgio de Chirico a avut și o intensă activitate publicistică referitoare la probleme de pictură și de tehnică folosită în artele plastice, într-o perioadă întinsă din 1914 până în 1961. Se stinge din viață la Roma pe 20 noiembrie 1978, la vârsta de 90 de ani.